# Vallecalle
 Vallecalle  là một xã ở tỉnh Haute-Corse trên đảo Corse, Pháp. Xã này có diện tích 6,91 km², dân số năm 1999 là 109 người. Khu vực này có độ cao trung bình 150 mét trên mực nước biển.